# Nouăzeci
Nouăzeci este o revistă literară din România, promotoare a generației '90.